# Killajoule
Das KillaJoule ist aktuell das schnellste und speziell für Geschwindigkeitsrekorde  konstruierte Elektromotorrad.
2014, 2015 und 2017 wurden mit dem KillaJoule verschiedene Geschwindigkeitsrekorde bei den Bonneville Motorcycle Speed Trials aufgestellt. Mit einer Höchstgeschwindigkeit von 410,579 km/h hält Eva Håkansson seit 2017 einen Geschwindigkeitsrekord als weltweit schnellste Frau auf diesem überwiegend aus glasfaserverstärktem Kunststoff bestehenden und an die Fahrerin angepassten Elektromotorrad.
Eigentümerin und Fahrerin ist Eva Håkansson, die das KillaJoule zusammen mit ihrem Mann Bill Dubé konstruiert hat. Die Entwicklungs- und Baukosten lagen bei etwa 150.000 US-Dollar.

## Technische Daten
- Masse: 700 kg
- Leistung: > 400 PS
- Batterie: Lithium Nano-Phoshphat
- Motor:  EVO Electric AFM-240
- Länge: 5,6 m
- höchste Endgeschwindigkeit 410,579 km/h